# Tour Cèdre
A Tour Cèdre felhőkarcoló a párizsi La Défense negyedben, Courbevoie-ban.
1998-ban épült és 103 méter hosszú volt.
Ez volt az első torony, amelyet a Faubourg de l’Arche kerületben építettek. Kezdetben "T4-toronynak", majd "Cegetel-toronynak" hívták. 2019 végéi az EDF csoport szolgáltató részlege kapott itt helyet, majd 2020-tól felújítás kezdődött el.